# Uludağ
L'Uludağ (prononcé [ulu'da:] ; en français « grande montagne », également appelé en turc Keşiş Dağı, « montagne des moines », en grec Όλυμπος της Βιθυνίας, et en français Olympe de Bithynie) est la plus haute montagne de l'Ouest de la Turquie (2 543 mètres d'altitude). Il se situe à environ trente kilomètres au sud de la ville de Bursa et marque la frontière de la province du même nom. Elle consiste en une longue formation d'environ quinze kilomètres de long par trois kilomètres de large. Son sommet le plus élevé se nomme Kartaltepe (littéralement « la colline de l'aigle »).

## Histoire
Dans l'Antiquité, l'Uludağ est appelé Olympe de Mysie. Sous l'Empire romain, le nom Olympe de Bithynie s'impose et c'est l'appellation que continuent à utiliser les populations hellénophones de l'Orient méditerranéen.
À partir des VIe et VIIe siècles, la montagne est occupée par de nombreux moines chrétiens établis soit dans de grands monastères, soit dans des cellules isolées. Antoine le Jeune y vit en ascète quelques années. Entre 727 et 843, la montagne monastique de Bithynie est le principal foyer de résistance aux empereurs iconoclastes. Constantin le Juif, né vers 850, juif converti au christianimse, y rejoint les établissements monastiques, où des proches juifs tentent de le faire arrêter et renvoyer en fugitif ; il s'installe d'abord à Atroa et plus tard à Balaios ; de l'Olympe, il intervient pour réconcilier l'empereur Basile Ier avec son fils Léon VI, co-empereur depuis 870.
À l'époque ottomane, les moines chrétiens sont remplacés par des derviches soufis. Deux couvents soufis, Geikli Baba et Doghlu Baba, sont bâtis le long de ses pentes. Şemseddin Mehmed Ali el-Hüseyin el Buhari, maître soufi originaire de Boukhara, enseigne à cet endroit : la mosquée Emir Sultan, à Bursa, est construite autour de sa tombe.

## Tourisme
Le mont Uludağ est réputé en Turquie comme centre de ski en hiver et comme lieu de camping et de trekking en été. Depuis Bursa, on y accède par deux téléphériques, un premier amenant environ à 1 200 m d'altitude, puis un second à 1 600 m d'altitude.
La richesse de sa flore et de sa faune est également reconnue et l'ont fait classer comme parc national. On peut notamment y admirer des gypaètes barbus et des vautours.

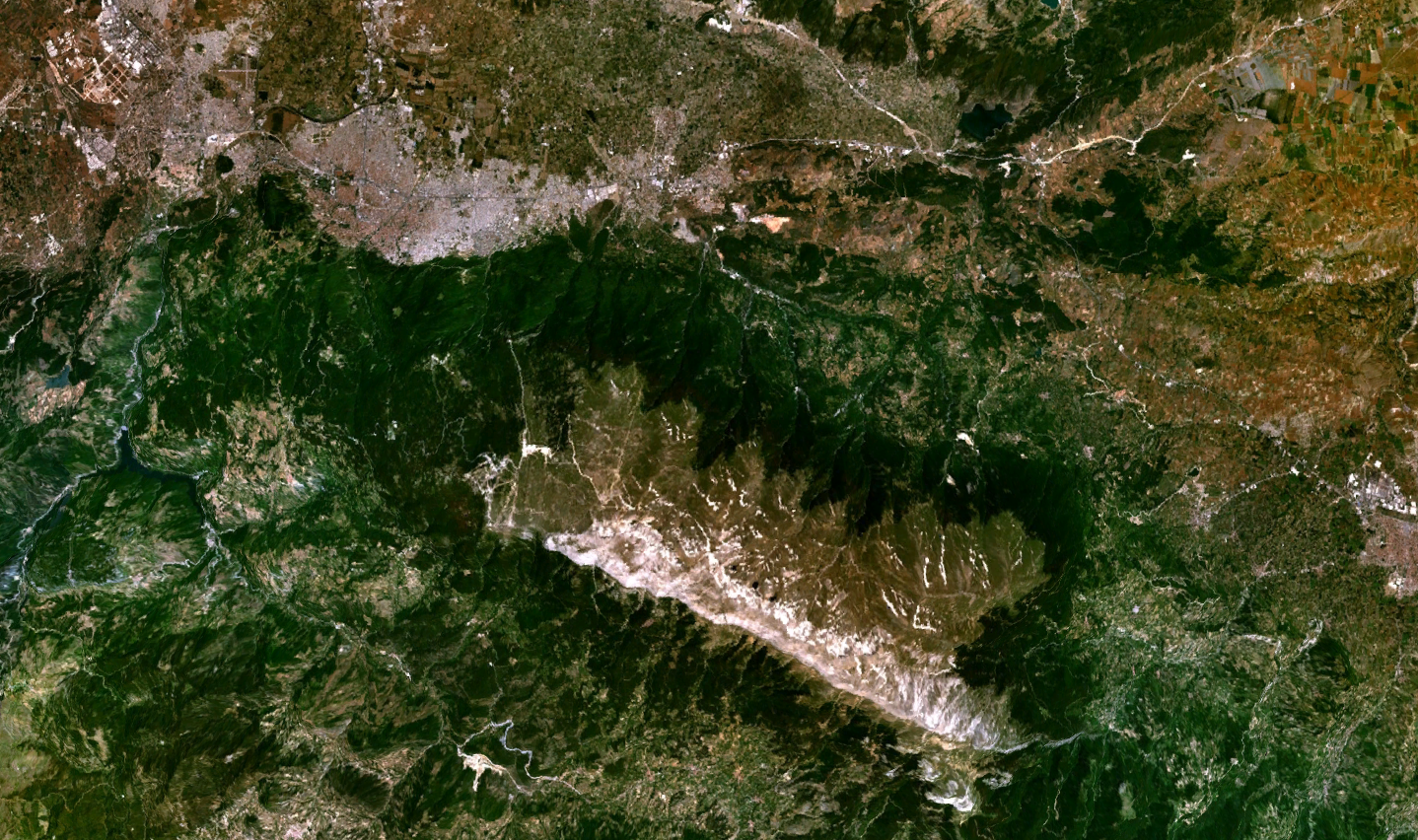
Image satellite avec l'agglomération de Bursa au nord-ouest.
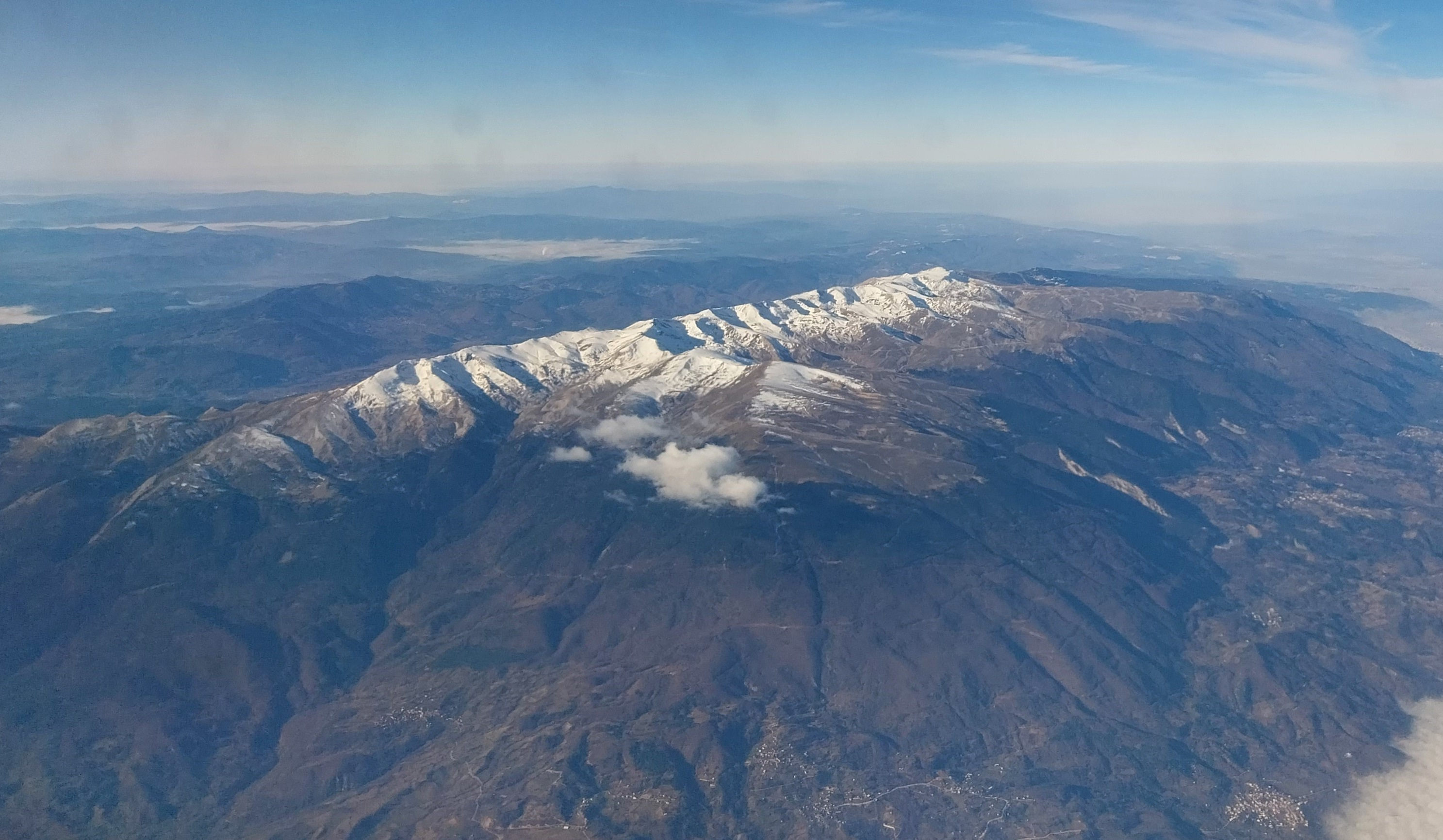
Vue d'avion.
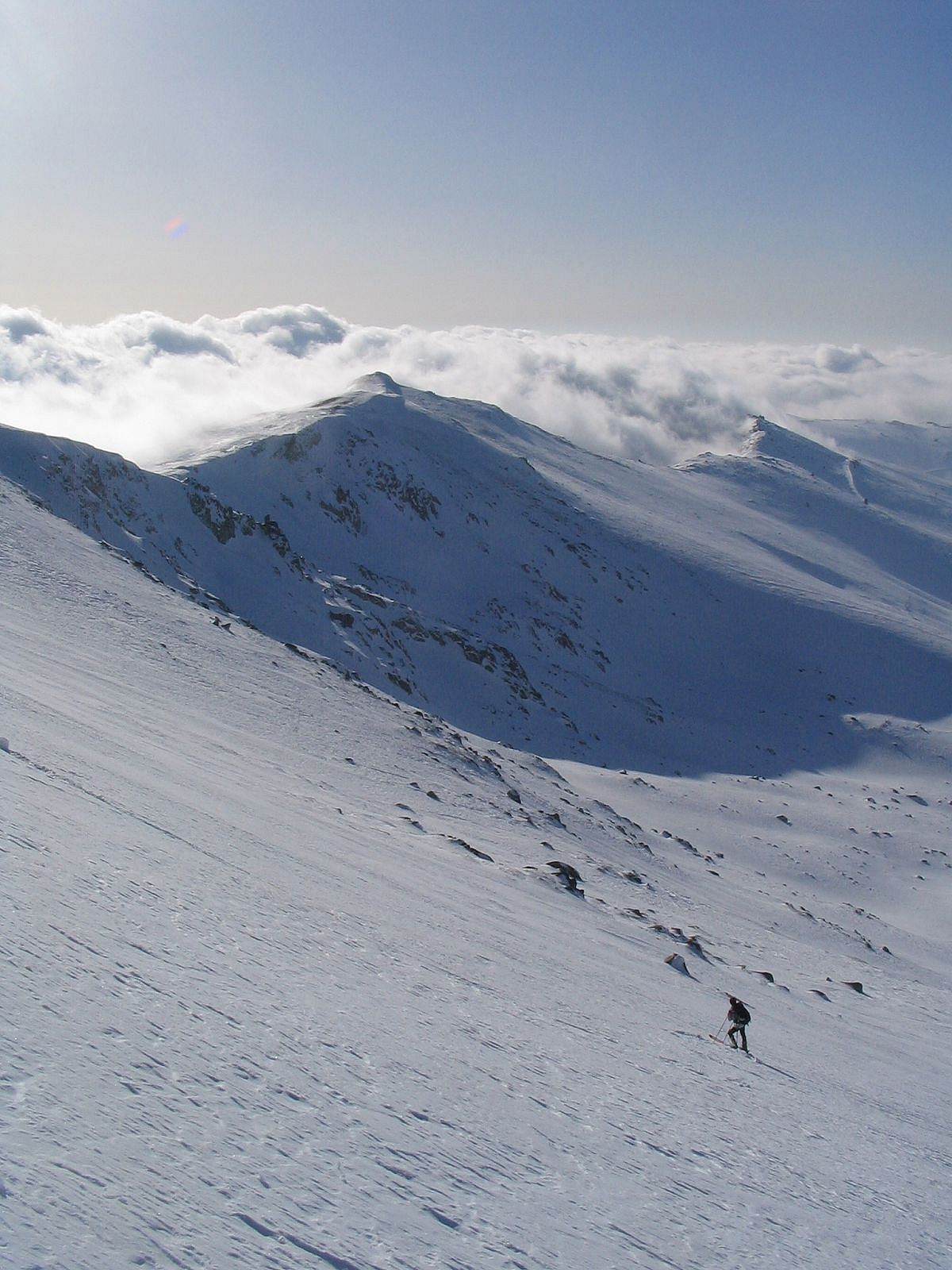
Descente en ski de randonnée depuis le sommet.

## Dans la culture
Uludağ est également une marque de limonade, qui existe sous forme gazeuse (en turc gazoz) ou non.
L'université de Bursa s'appelle Uludağ Üniversitesi.